# Daler Mehndi

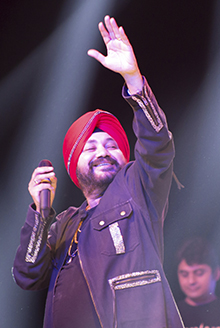
Daler Mehndi, 2015

Daler Mehndi (Panjabi: ਦਲੇਰ ਮਹਿੰਦੀ; * 18. August 1967 in Patna, Bihar) ist ein indischer Bhangra- und Pop-Sänger. Er studierte punjabische Musik. Sein erstes Album brach die Verkaufsrekorde in Indien. Seit 1995 hat er viele erfolgreiche Alben in Indien aufgenommen und war des Öfteren in Bollywood-Filmen als Sänger zu sehen. In den letzten Jahren hatte er zunehmend internationalen Erfolg, was ihm erlaubte, eine Tour durch die Vereinigten Staaten zu unternehmen. Mehndi ist neben seiner Gesangskarriere bekannt als Philanthrop, der sich für Verschönerungsarbeiten in Delhi einsetzt und Erdbebenopfern hilft.

## Biografie
Mehndi wurde als Sikh im nordindischen Patna geboren und aufgezogen. Er begann bereits mit fünf Jahren zu singen und lernte Ragas und Shabads aus dem Adi Granth. Ab 14 Jahren lernte er Tabla, Harmonium und Tanpura bei seinem Onkel Raahat Ali Khan Saheb. Mehndi heiratete 1986 und hat heute drei Kinder. Nach seiner Hochzeit zog Mehndi nach San Francisco und arbeitete als Taxifahrer, bevor er 1991 zurück nach Indien zog und eine Band gründete. Anfangs sang er in Ghaselen, die inspiriert waren von den Poeten Qateel Shifai und Firaq Gorakhpuri.
Strafanzeige
Im Jahr 2003 wurden Mehndi und sechs andere Personen beschuldigt, Menschen durch falsche Versprechen in westliche Länder gebracht und um substantielle Geldbeträge betrogen zu haben. Im März 2018 wurde er durch das Gericht Patalia zu zwei Jahren Haft verurteilt. Dem Sänger und seinem Bruder Shamsher wurde vorgeworfen, Leute illegal als Mitglieder seines Tanzensembles über Grenzen geschmuggelt zu haben. Daler wurde nach Aufnahme des Falls verhaftet und nach wenigen Tagen auf Kaution entlassen. Mehndi hat angekündigt, Berufung einzulegen.

## Diskografie
- Bolo Tara Rara – 1995
- Dardi Rab Rab – 1996
- Ho Jayegi Balle Balle – 1997
- Tunak Tunak Tun – 1998
- Ek Dana – 2000
- Nach Ni Shaam Kaure – 2002
- Mo Jaan Laen Do – 2003
- Shaa Ra Ra Ra – 2004
- Raula Pai Gaya – 2007

## Kurioses
Die Computerspielfirma Blizzard Entertainment orientierte sich bei den Tanzschritten der Draenei im Spiel World of Warcraft an denen Mehndis, die er in seinem Musikvideo Tunak Tunak Tun vorstellte. Im Computerspiel Smite der Firma Hi-Rez führt der Dämon Kumbhakarna eine Fingerchoreographie wie in Tunak Tunak Tun aus.
Im Fandom der Anime-Fernsehserie K-On! verbreiteten sich zahlreiche AMVs („Anime Music Video“ von japanischen Fans erstellte Musikvideos, überwiegend mit Filmmaterial aus Anime Filmen/OVA/Serien), die Ausschnitte aus den Musikvideos von Daler Mehndi mit der Musik und typischen Szenen des Animes verbanden. Aufgrund der sehr erfolgreichen Serie, die eine große Anhängerschaft besitzt, erlangte er in der Szene einen gewissen Ruhm, dessen er sich selbst nicht bewusst war. Dies betraf aber nicht nur K-On!, sondern auch viele andere Animes, die ebenfalls mit seinem Musikvideo Tunak Tunak Tun kombiniert wurden.